# Carla Geurts
Carla Louise Maria Geurts (Geldrop-Mierlo, 20 aprile 1971) è un'ex nuotatrice olandese.
Specializzata nello stile libero ha gareggiato in gare sia in piscina che di fondo in acque libere.

## Palmarès
- Mondiali in vasca corta

Rio de Janeiro 1995: argento nei 400m sl e negli 800m sl.
Goteborg 1997: bronzo negli 800m sl.
- Europei

Slapy 1993: argento nella 5km di fondo.
Vienna 1995: argento nei 400m sl e nella 4x200m sl.
Siviglia 1997: argento negli 800m sl.
- Europei in vasca corta

Rostock 1996: oro negli 800m sl, argento nei 400m sl e bronzo nei 200m sl.
Sheffield 1998: oro nei 400m sl e argento negli 800m sl.